# Ceyloni makákó
A ceyloni makákó (Macaca sinica) a cerkóffélék családjába (Cercopithecidae), azon belül pedig a cerkófmajomformák alcsaládjába (Cercopithecinae) tartozó faj.

## Előfordulása
Srí Lanka dzsungeleinek lakója.

## Megjelenése
Külsejében nagyon hasonlít a parókás makákóéra, amelyik az indiai szubkontinensen őshonos, de kisebb nála. Mérete: 367–495 mm hosszúság és 2.50-6.12 kg testtömeg.

## Életmódja
Földön és fán tartózkodó állat. Vegyesevő, mert tápláléka madarakból, más emlősökből, hüllőkből, rovarokból, levelekből, gyümölcsökből, virágokból, növényi folyadékokból és gombákból áll. Természetes ellenségei közé tartozik a mocsári krokodil, a leopárd, a tigrispiton és a russell viperája. Legfeljebb 35 évig él. A párzási időszak júliustól szeptemberig tart. 5-6 hónapig tartó vemhesség végén hozza világra kölykét.